# Banco Central das Ilhas Salomão
O Banco Central das Ilhas Salomão é o banco central das Ilhas Salomão localizado na capital Honiara. O Banco foi criado em fevereiro de 1983, sob o Banco Central das Ilhas Salomão de 1976. O atual presidente é Denton Rarawa.

## Funções
Suas funções oficiais, sob a lei, são:
- "regulamentar a questão, oferta, disponibilidade e troca internacional de dinheiro;
- aconselhar o Governo em questões bancárias e monetárias;
- promover a estabilidade monetária;
- supervisionar e regular o negócio bancário;
- promover uma estrutura financeira sólida; e
- para fomentar condições financeiras conducentes ao desenvolvimento econômico ordenado e equilibrado das Ilhas Salomão "[2][3]

O Banco está empenhado em desenvolver políticas para promover a inclusão financeira e é membro da Aliança para a Inclusão Financeira.